# Дельта (канонерская лодка)
Дельта (бывшая «Амвракиа» — греч. Αμβρακία) — канонерская лодка греческого флота, принадлежавшая к серии из четырёх канонерских лодок «типа α», принявших участие в греко-турецкой войне 1897 года и Балканских войнах. Несмотря на их малые размеры, деятельность этих канонерок создала существенные предпосылки для победы греческой армии в Эпире в 1912 году и отмечена греческими историографами.
Серия была построена на верфи SEYNE Франция в период 1880—1881. У этих маленьких канонерок, с осадкой в 1,5 м, было одно единственное предназначение: операции в мелководном и пограничном тогда Амбракийском заливе в вынашивающихся Греческим королевством планов по освобождению Эпира от турок.
Первоначально корабль получил имя «Амвракиа». Был переименован в канонерку «δ» в 1881 году, когда были заказаны канонерки Актион и Амвракиа.
Канонерка приняла участие в непродолжительной греко-турецкой войне 1897 года, под командованием капитана Д.Бубулиса, и в Балканских войнах 1912—1913 годов.
В некоторых источниках источниках указывается что именно канонерка «δ» под командованием капитана К.Бубулиса (а не канонерка «β», как указывается в большинстве источников) прошла перед самым началом войны, ночью 3-4 октября 1912 года, через пролив Превезы, установив греческий контроль над Амбракийскиским заливом.
По окончании войны и за ненужностью старая канонерка была выведена из состава флота в 1915 году. В 1921 году канонерка была продана на лом.